# Dmitri Popko
Dmitri Jewgenjewitsch Popko (russisch Дмитрий Евгеньевич Попко, engl. Transkription: Dmitry Popko; * 24. Oktober 1996 in Sankt Petersburg) ist ein in Russland geborener kasachischer Tennisspieler.

## Karriere
Dmitri Popko trat nur selten auf der Junior Tour in Erscheinung. Erste Turniere spielte er im Jahr 2011 auf der ITF Future Tour unter russischer Flagge, ehe er seine Nationalität, wie einige andere russische Tennisspieler, zur kasachischen wechselte. Bis 2014 gelangen ihm keine großen Fortschritte, als er in diesem Jahr sein erstes Future-Finale erreichte und im Doppel seinen ersten Titel gewann. Zudem kam er zu seinem ersten Auftritt auf der ATP Challenger Tour. Ende des Jahres war er in die Top 700 der Tennisweltrangliste eingezogen.
2015 schaffte er einen Fortschritt. Er erreichte bei Futures acht Finals, von denen er die Hälfte gewann. Darüber hinaus stand er beim Challenger in Astana das erste Mal im Halbfinale, wo er dem Top-100-Spieler Michail Kukuschkin unterlag. Mit Platz 255 verbesserte sich der Kasache um über 400 Plätze im Vergleich zum Vorjahr. Mit abermals vier Futuretiteln 2016, aber keinem Halbfinale bei Challengers konnte sich Popko in diesem Jahr nur wenig verbessern. Sechsmal scheiterte er im Challenger-Viertelfinale.
Das bislang beste Jahr Popkos 2017 begann dieser mit einem Halbfinale beim Challenger in Burnie, wo er Omar Jasika unterlag. Nach drei Futuretiteln kam er im usbekischen Qarshi erneut nicht über das Halbfinale hinaus. Im Oktober erreichte er mit Platz 178 im Einzel sein Rekordhoch; im Doppel stand er im Mai desselben Jahres mit Platz 304 am besten. 2017 spielte Popko auch die erste von bislang vier Begegnungen für die kasachische Davis-Cup-Mannschaft, wo er eine Bilanz von 4:2 hat. 2018 verlor er im uruguayischen Punta del Este gegen Enrique López Pérez zum vierten Mal in einem Halbfinale.

## Erfolge
| Legende (Anzahl der Siege)  |
| Grand Slam                  |
| ATP World Tour Finals       |
| ATP World Tour Masters 1000 |
| ATP World Tour 500          |
| ATP World Tour 250          |
| ATP Challenger Tour (3)     |

### Einzel

#### Turniersiege
| Nr. | Datum           | Turnier  | Belag     | Finalgegner       | Ergebnis      |
| --- | --------------- | -------- | --------- | ----------------- | ------------- |
| 1.  | 3. Oktober 2021 | Lissabon | Sand      | Andrea Pellegrino | 6:2, 6:4      |
| 2.  | 30. März 2025   | Morelia  | Hartplatz | James Duckworth   | 1:6, 6:2, 6:4 |

### Doppel

#### Turniersiege
| Nr. | Datum        | Turnier | Belag     | Partner          | Finalgegner                   | Ergebnis          |
| --- | ------------ | ------- | --------- | ---------------- | ----------------------------- | ----------------- |
| 1.  | 2. Juli 2022 | Málaga  | Hartplatz | Altuğ Çelikbilek | Daniel Cukierman Emilio Gómez | 6:74, 6:4, [10:6] |